# Фабијен Козер
Фабијен Козер (фр. Fabien Causeur; Брест, 16. јун 1987) француски је кошаркаш. Игра на позицији бека, а тренутно наступа за Олимпију из Милана. 

## Биографија
Поникао је у млађим категоријама клуба СТБ Ле Авр, а у сезони 2005/06. дебитовао је и за њихов сениорски тим. Лета 2009. прешао је у Шоле, са којим је већ у сезони 2009/10. освојио национално првенство. Шоле је 2010. дошао и до трофеја у Суперкупу Француске, а Козер је био најкориснији играч те утакмице. У јуну 2012. постао је играч шпанске Саски Басконије. У лето 2016. напустио је Басконију и постао играч Брозе Бамберга. Са њима је у сезони 2016/17. освојио национално првенство и куп. У јулу 2017. потписао је за Реал Мадрид. Наредних седам сезона провео је у Реалу а поред бројних трофеја у домаћим оквирима са клубом је два пута освојио Евролигу (2018. и 2023). У јулу 2024. потписао је за Олимпију из Милана.
Члан је репрезентације Француске за коју је наступао на Светском првенству 2010. и Летњим олимпијским играма 2012. године.

## Успеси

### Клупски
- Шоле:
  - Првенство Француске (1): 2009/10.
  - Суперкуп Француске (1): 2010.

- Брозе Бамберг:
  - Првенство Немачке (1): 2016/17.
  - Куп Немачке (1): 2017.

- Реал Мадрид:
  - Евролига (2): 2017/18, 2022/23.
  - Првенство Шпаније (4): 2017/18, 2018/19, 2021/22, 2023/24.
  - Куп Шпаније (2): 2020, 2024.
  - Суперкуп Шпаније (6): 2018, 2019, 2020, 2021, 2022, 2023.

### Појединачни
- Најкориснији играч Суперкупа Француске (1): 2010.
- Најкориснији играч финала Првенства Немачке (1): 2016/17.